# ادبیات اکدی
ادبیات اکدی نوشتاری به زبان اکدی (زبانی سامی) است که از حدود سال ۲۵۰۰ پیش از دوران مشترک تا آغاز دوران مشترک، در بابِل و آشور به آن گویش و مکتوب می‌شد. ادبیات اکدی بر روی لوح‌های گِلی به دست آمده که در خرابه‌های کاخ‌ها، معابد و خانه‌های شخصی در بین‌النهرین یافت شده‌اند. از زمان رمزگشایی زبان اکدی در سال ۱۸۵۰، دانشوران به چیدن پازل‌های این ادبیات فراموش‌شده مشغول شدند. نتیجهٔ این فرایند، بازیافت داستان‌ها، شعرها و فرم‌های هنری بود که یک هزار سال قدیمی‌تر از آثار هومر و یا کتاب مقدس بودند. فصل جدیدی برای آغاز ادبیات جهان شکل گرفت. جدا از چالش‌های بسیار برای خواندن این ادبیات (لوح‌های شکسته و ناقص) از زبان اکدی نیز نسبت به زبان یونانی و زبان عبری درک کمتری وجود دارد.
ادبیات اکدی را می‌توان به چهار دوره تقسیم کرد: 
- دورهٔ باستانی ۲۳۰۰ تا ۱۸۵۰ پیشا دوران مشترک
- دورهٔ کلاسیک ۱۸۵۰ تا ۱۵۰۰ پیشا دوران مشترک
- دورهٔ بلوغ ۱۵۰۰ تا ۱۰۰۰ پیشا دوران مشترک
- دورهٔ متاخر ۱۰۰۰ تا ۱۰۰ پیشا دوران مشترک[۴]

## بینامتنی
نمونه‌های بسیاری از ارتباط بینامتنی مابین ادبیات اکدی وجود دارد. انوما الیش که به دورهٔ بلوغ تعلق دارد بر آثار بسیاری تاثیر گذاشته است. بخش آفرینش انسان در انوما الیش از آترا-هاسیس یا متنی مشابه تاثیر گرفته است.

## دسته‌بندی‌ها
ادبیات اکدی به گروههایی همچون ستایشی، تعلیمی، روایی، تاثیرگذار و حاکی تقسیم می‌شوند.

## ارتباط اکدی و سومری
ارتباط مابین ادبیات اکدی و سومری توسط خود ساکنان بین‌النهرین به رسمیت شناخته می‌شد. برخی از پژوهشگران معتقدند ادبیات شفاهی در شکل‌گیری ادبیات اکدی موثر بوده است.

## درون‌مایه‌ها و بن‌مایه‌ها
یکی از سوژه‌های مهم در ادبیات اکدی، پادشاهی و کردار پادشاهان است. موفقیت، شکست، ثروت و رنج‌های پادشاهان ارزش داستان‌گویی بیشتری دارد تا تجربه‌های سایر انسان‌ها. داستان‌های خدایان و پادشاهان در چارچوب فرهنگی روایت می‌شود که ارزش هنری کمی برای زمان حال و تجربهٔ فعلی قائل است: احساس مکان و گذر زمان در آن غایب است. اما از دیدگاه دیگر، در این آثار عقاید مذهبی باستانی، اساطیر و نیز ایدئولوژی سیاسی (حاکمان چگونه باید عمل کنند و اتباعشان چه دیدگاهی باید به آنان داشته باشند) وجود دارند. بافتار اجتماعی و فرهنگیِ اکثر ادبیات اکدی ناشناخته است.

## دوره‌ها و آثار

### دوره باستانی (۲۳۰۰ تا ۱۸۵۰ پیشا دوران مشترک)
اطلاعات درباره این دورهٔ ابتدایی بسیار کم است. در این مرحله از ادبیات سامی، نوشتار همراه با نشانه‌های واژه‌های سومری بود.

### دوره کلاسیک (۱۸۵۰ تا ۱۵۰۰ پیشا دوران مشترک)
نام دیگر این دوره، دورهٔ بابلی باستان است. در اواخر هزارهٔ سوم پیش از دوران مشترک قدرت سیاسی و اقتصادی در جنوب بین‌النهرین در دست اموری‌ها قرار گرفت. شرایط سیاسی و اجتماعی دورهٔ کلاسیک بر ادبیات اکدی تاثیر مهمی گذاشت. ارتباط ادبیات سومری با اکدی در دوره کلاسیک همچنان به خوبی بررسی نشده است. آتراهاسیس به این دوره تعلق دارد.

### دوره بلوغ (۱۵۰۰ تا ۱۰۰۰ پیشا دوران مشترک)
این دوره تقریبا شامل نیمه دوم هزاره دوم پیش از دوران مشترک و پس‌زمینه تاریخی آن بسیار متفاوت با دوره کلاسیک است. در ابتدای این دوره، هم تمدن بابل و هم تمدن آشور با مردمانی غیربین‌النهرینی اداره می‌شدند که البته بسیار تحت تاثیر فرهنگ بین‌النهرین بودند. انوما الیش که نام دیگر آن حماسه آفرینش است و داستان آداپا به این دوره تعلق دارند.

### دوره متاخر (۱۰۰۰ تا ۱۰۰ پیشا دوران مشترک)
ویژگی دوره متاخر ادبیات آشوری-بابلی، نگهداری و استانداردسازی سنت نوشتاری بین‌النهرین است. «مرد فقیر نیپور» به فولکلور این دوره و «نامه گیلگمش» به زیرگروهی از این دوره  تعلق دارند.

## یادداشت
1. ↑  متن «ایشتار خسته نخواهد شد» همراه با متن قبلی و بعدی.[۲] «ایشتار خسته نخواهد شد» در فاستر سوم[۳]